# Rie Reinderhoff
Marie Louise (Rie) Reinderhoff (Den Haag, 10 april 1903 – aldaar, 15 maart 1991) was een Nederlands illustrator en boekbandontwerper. Ook was zij geen onverdienstelijke kunstschilderes.
Reinderhoff heeft in haar loopbaan meer dan honderd boeken - voornamelijk kinderboeken - geïllustreerd en tevens daarvoor de boekbanden ontworpen. Ze illustreerde onder andere de Goud-Elsje-serie en Myrte en de Demonen.
Uitgeverijen voor welke zij boeken illustreerde of boekbanden ontwierp waren H.J.W. Becht in Amsterdam, G.F. Callenbach in Nijkerk, de Gebroeders Kluitman in Alkmaar, De Arbeiderspers in Amsterdam, Valkhoff & Co in Amersfoort, Neerbosch uitgeverij in Neerbosch, J. Philip Kruseman in Den Haag en Van Holkema & Warendorf in Amsterdam.
Rie Reinderhoff was een dochter van leraar en later kunstschilder Gerhard Leonard Reinderhoff en Marie Louise Hekker, violiste. Zij was een zuster van brigadegeneraal Dick Reinderhoff (1904-1977).